# Poesía lírica

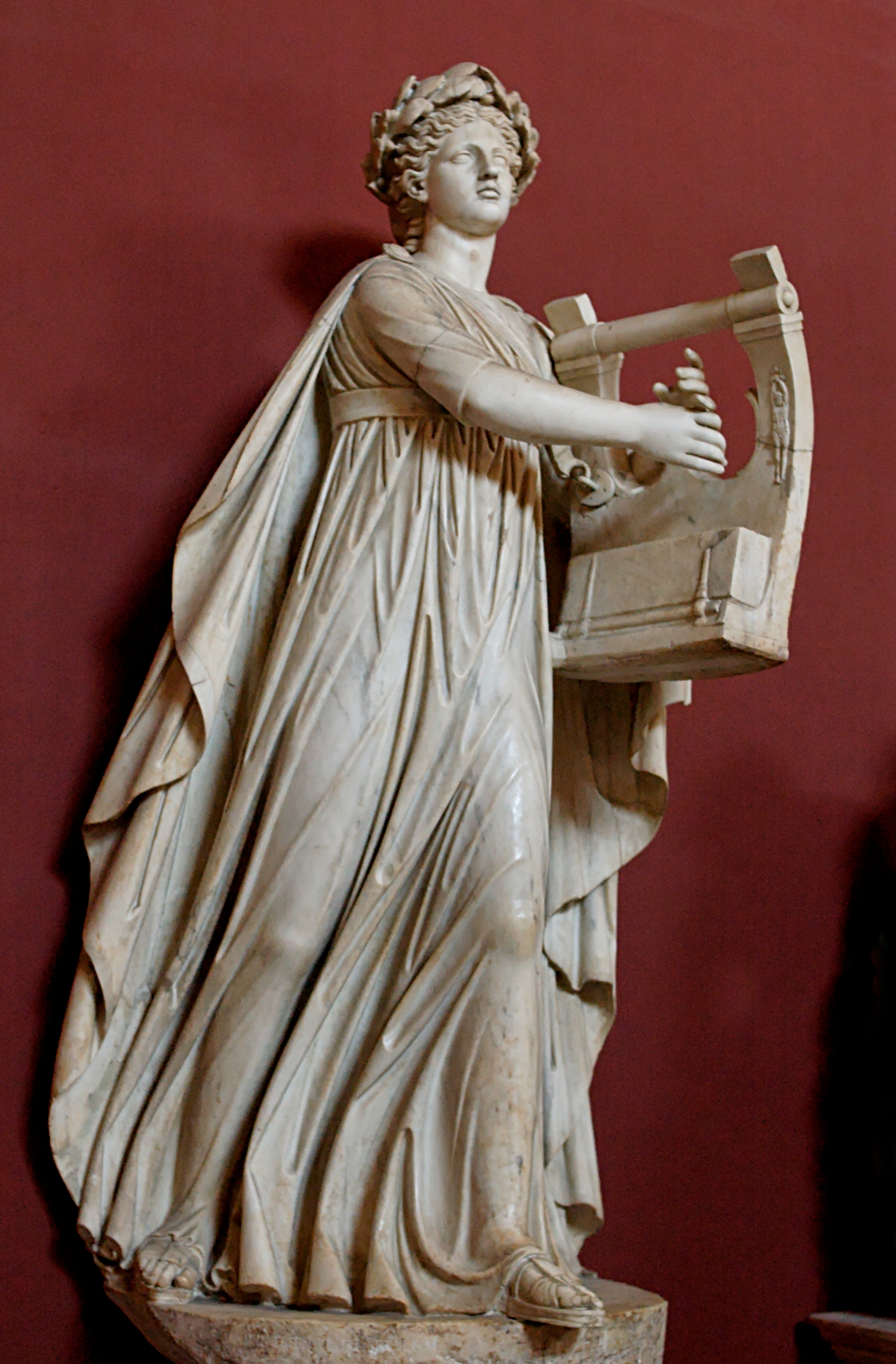
Apolo tocando la lira

La poesía lírica (del griego λυρική, lyriké; y este de λύρα, lýra, lira) es la forma poética que expresa tradicionalmente un sentimiento intenso o una profunda reflexión, ambas ideas como manifestaciones de la experiencia del yo. Para los griegos antiguos la lira era un instrumento musical creado por Hermes o Polimnia y de cuya ejecución, entre otros, se encargaba Erato, la musa griega de la poesía. Aristóteles, en su Poética (ca. 330 a. C.), hace mención a la poesía lírica (para ser cantada junto a la cítara) junto a la dramática, la epopeya, la danza y la pintura como otras formas de mimesis. El adjetivo «lírico» aparece por primera vez en el siglo XV, haciendo mención a la poesía griega antigua que era cantada y distinguida de esta manera de la poesía dramática o narrativa y en el siglo XVI se define más como una forma de expresión más subjetiva, que concierne principalmente al dominio de los sentimientos privados.
La poesía lírica popular se refiere a canciones, cantos y romances.

## Historia del término

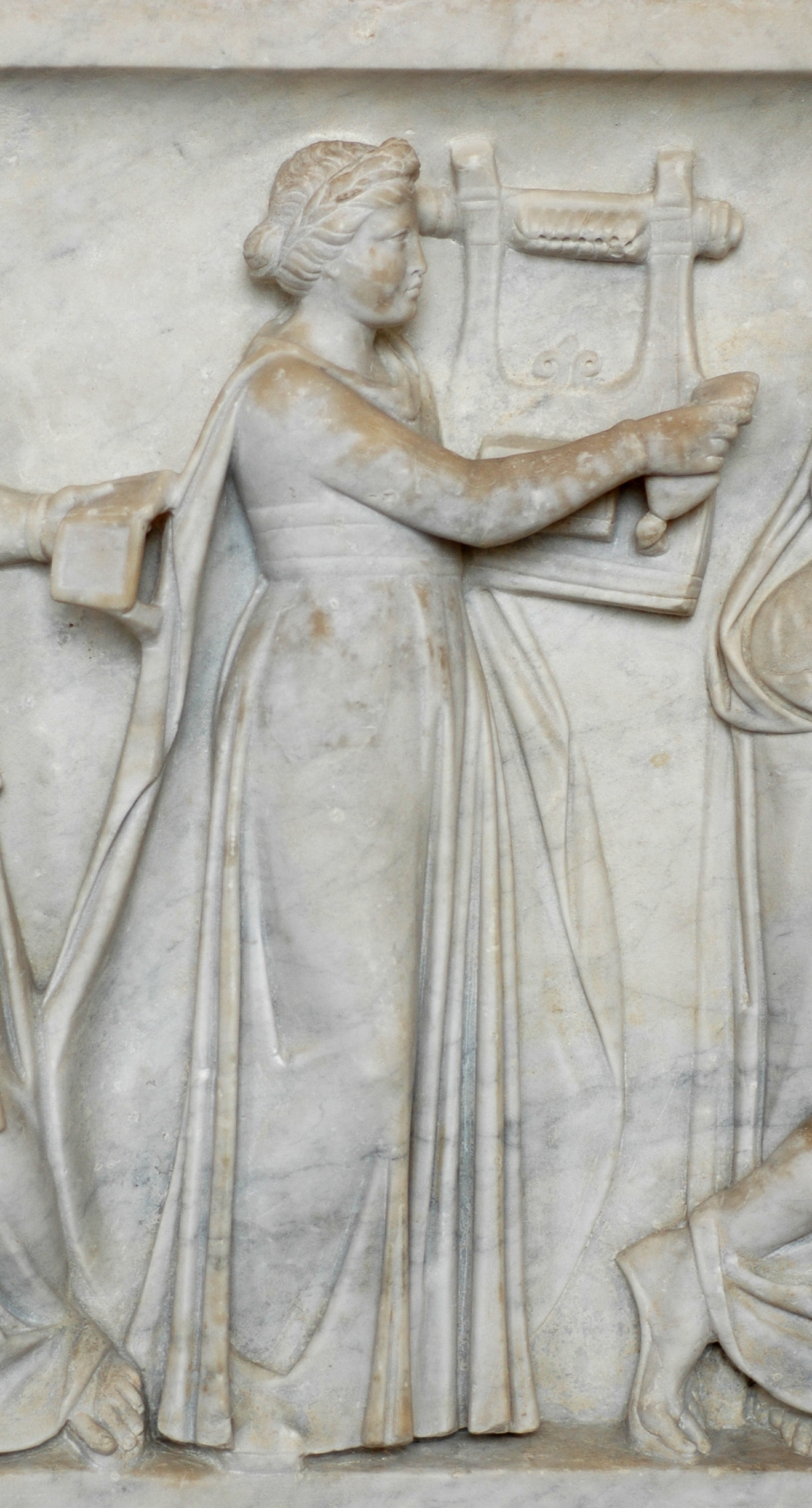
Representación artística de la lira

El lirismo (poesía lírica) se encuentra ausente como tal en la Poética Aristotélica y el adjetivo "lírico" no aparece hasta fines del siglo XV con un significado unido al dominio de la música: "durante la antigüedad se aplicaba a los poetas que componían sus poemas para ser recitados con el acompañamiento de la lira".
Técnicamente el término se aplica a la poesía greco-latina de la antigüedad (Teócrito, Píndaro, Anacreonte, Virgilio, Horacio, Cátulo, etc.) junto a géneros como la elegía. También se aplica junto a la música característica de los troveros y trovadores de la Edad Media y a sus sucesores que cantaban los temas típicos de la reverdie y del amor cortés junto a las chanson de toile, las albas, las pastorales, las layes, los rondó (poesía) o las baladas (ver Poesía medieval).
A mediados del siglo XVI Pierre de Ronsard en oposición al estilo elevado de la tragedia escribe de su "petite lyrique muse" que canta "l'amour qui (le) point". El concepto que de hoy en día que la misma es una expresión de los sentimientos y sensaciones íntimas proviene de una definición dada en 1755 por Charles Batteux en sus "Principios de la literatura" (Principes de littérature, decía: «se dice de las poesías que expresan los sentimientos íntimos del poeta», y al mismo tiempo que trata de la parte real de los sentimientos y de los sentimientos «falsos», simulados por el poeta. Se inicia entonces la concepción moderna del lirismo por encima de la condena de los 'autores vanos' de églogas o de elegías que hacía por ejemplo Nicolas Boileau en su "Arte poética" (Art Poétique) diciendo: "Sus arrebatos no son más que frases vanas". Sin embargo, el lirismo será considerado durante dos siglos (XVII y XVIII) como una orientación menor y desvalorizada de la poesía, a costa de la poesía épica, narrativa o dramática a menos que se encuentre al servicio de un sentimiento religioso.
La palabra "lírico" guardará todavía su relación primera con la música mediante la expresión del término "obra lírica" que designa en el siglo XVIII (Voltaire –Siècle de Louis XIV, 1751) una obra tipo ópera u opereta– "puesta en escena y cantada sobre el escenario de un teatro"; un sentido que se le da también al arte lírico y por lo tanto también al artista lírico.
El sustantivo "lirismo" aparece por primera vez en el siglo XIX: la primera ocurrencia conocida es de 1829, en una carta donde Alfred de Vigny que dice "el lenguaje (que debería) ser de la tragedia moderna" hablando del "lirismo más alto". El término, entonces se aplicará a los movimientos del alma que serán una de las características del romanticismo de la época.

## Historia de la poesía lírica

### El período clásico

#### Grecia

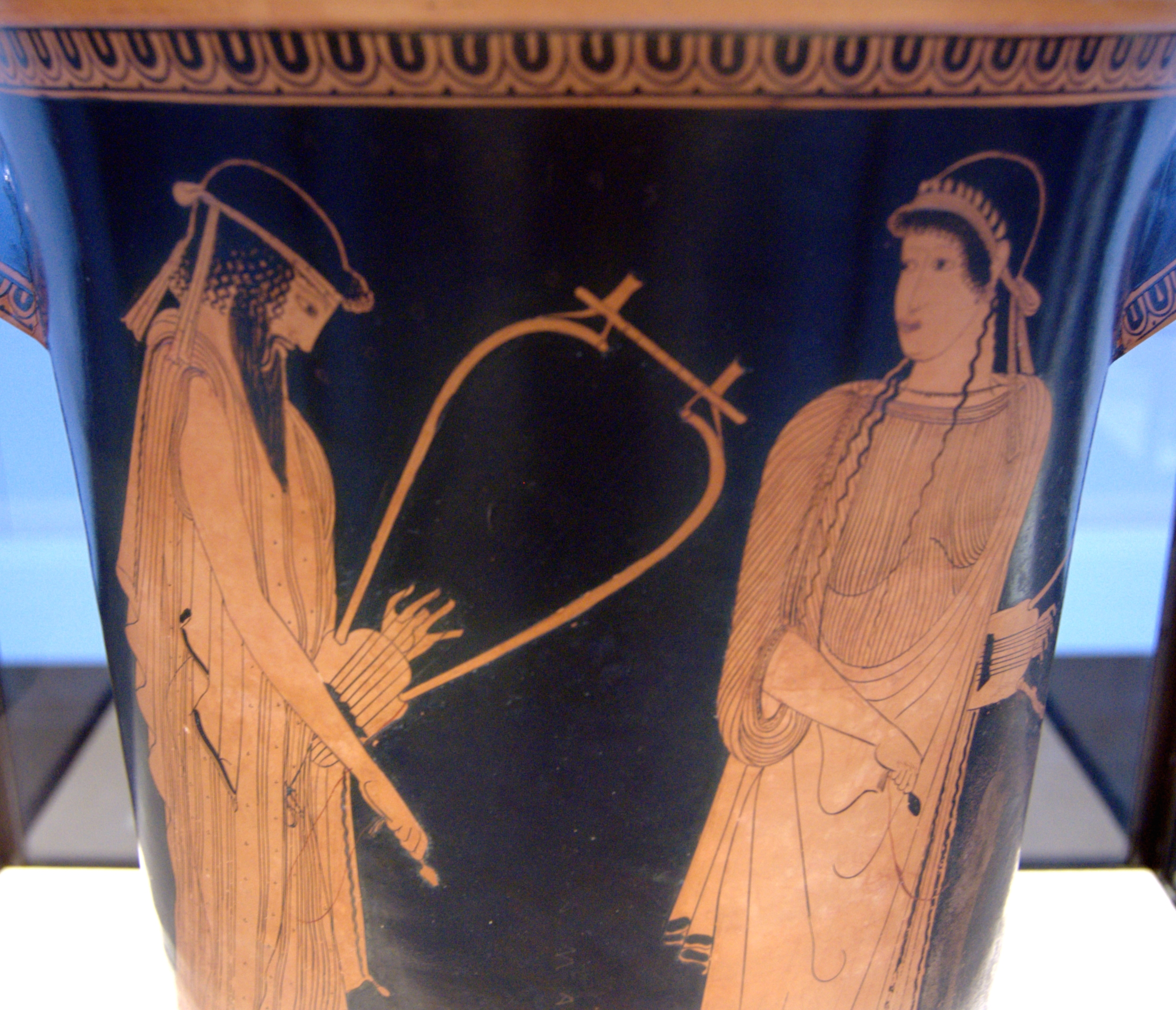
Alceo y Safo de Mitilene. Ca. 470 a. C. Staatliche Antikensammlungen, de Múnich (Inv. 2416).

La poesía lírica la desarrolló el músico y poeta Terpandro en la isla de Lesbos. Para los antiguos griegos, la poesía lírica tenía un preciso significado técnico: verso que es acompañado por la lira u otro instrumento de cuerda (como el barbitón). El poeta lírico fue diferenciado del escritor de las obras (aunque el drama ateniense incluía odas corales, en forma lírica), como el autor de versos trocaicos o yámbicos (los cuales eran recitados), o el escritor de elegías (acompañadas por una flauta más que por la lira) y el de épica. Los alumnos helenísticos de Alejandría instauraron un canon de nueve poetas líricos considerados de especial importancia. Algunos de estos poetas-músicos arcaicos y clásicos son Safo de Mitilene, Alceo de Mitilene, Anacreonte y Píndaro. La lírica arcaica se caracterizaba por una composición estrófica y por una ejecución musical. Algunos poetas como Píndaro extendieron las formas métricas a una tríada que constaba de una estrofa, una antistrofa (métricamente igual a la estrofa) y un epodo (el cual no coincide con la estrofa).

#### Roma
Entre los principales poetas romanos del período clásico, solo Catulo y Horacio (Odas) escribieron poesía lírica, que sin embargo no había sido escrita para ser cantada sino para ser leída o recitada. Lo que permanecieron fueron las formas, los metros líricos de los griegos adaptados al latín. Catulo fue influenciado por el verso griego arcaico y helénico y perteneció a un grupo de poetas romanos llamados los neoteroi ("poetas nuevos") que rechazaban la epopeya, siguiendo la influencia de Calímaco y en su lugar compusieron breves y muy refinados poemas de variados temas y géneros métricos. Las elegías de amor romanas de Tibulo, Propercio y Ovidio (Amores, Heroidas) focalizadas en el "yo poético" y en la expresión del sentimiento personal, pueden constituir el antecedente de la poesía lírica medieval, renacentista, romántica y moderna; pero tales trabajos, fueron compuestos mediante el uso del dístico elegíaco y por lo tanto no son poesía lírica en el sentido antiguo del término.

#### China
En China, una antología de poemas de Qu Yuan y Song Yu. Las Elegías de Chu definieron una nueva forma de poesía que provenía del área de Chu durante el período de los reinos combatientes. Como un nuevo estilo literario, chu ci abandonó los clásicos versos de cuatro caracteres usados en los poemas de Shi Jing y formó versos de diversas longitudes.[cita requerida]

## Características de la poesía lírica
Principalmente los sentimientos del autor, o prácticamente emociones, por lo que el poeta puede expresarse en primera o tercera persona, en modelo del personaje expresado.
- El autor que transmite un determinado estado de ánimo, es decir, la poesía lírica se suele caracterizar por la introspección y la expresión de los sentimientos.
- Un poema no narra una historia propiamente dicha, en él no se desarrolla una acción, sino que el poeta expresa, de manera inmediata y directa, una emoción determinada.
- La poesía lírica exige un esfuerzo de interpretación al lector, que debe estar, cuando menos, algo habituado a esta forma de expresión literaria.
- Suele haber una gran acumulación de imágenes y elementos con valor simbólico.
- La mayoría de los poemas líricos se caracterizan por su brevedad: no es frecuente que sobrepasen los cien versos. Debido a esa brevedad, hallamos una mayor concentración y densidad que en el resto de géneros literarios.
- Un poema es la expresión directa del sentimiento del poeta al lector; esto es, debe ser considerado una especie de confidencia hecha a solas.
- La poesía lírica, al ser eminentemente subjetiva y estar expresada, con gran frecuencia, en primera persona, se convierte, así, en un relato autobiográfico, aunque no hemos de confundir el yo del poema con el autor que hay detrás, ya que puede estar expresando unos sentimientos que no siente en realidad, con lo que el poema no sería más que un ejercicio estético.
- Los poemas suelen ajustarse a unas normas formales que los caracterizan: versos, estrofas, ritmo, rima, englobadas todas ellas bajo la denominación de métrica. Además, con el fin de lograr un discurso lo más bello posible, o una crítica a la sociedad, los autores se valen de los recursos literarios o estilísticos.
- La unión de la temática sentimental, la métrica, la depuración lingüística y los recursos literarios recibe el nombre de poética. Así, la poética de un autor o de un movimiento literario concreto será el conjunto de rasgos que los caracterizan e individualizan frente a otros autores o movimientos literarios, respectivamente.
- Mucha de la poesía lírica no busca inmortalizar la elegancia de la palabra a través del escrito, sino más bien, destacar en palabras sencillas el cuerpo, mente y alma del relato (La Circunstancia, El Mensaje y El Sentimiento), es decir su esencia.[11]